# Melidia
Melidia is een geslacht van rechtvleugeligen uit de familie sabelsprinkhanen (Tettigoniidae). De wetenschappelijke naam van dit geslacht is voor het eerst geldig gepubliceerd in 1876 door Stål.

## Soorten
Het geslacht Melidia omvat de volgende soorten:
- Melidia brunneri Stål, 1876
- Melidia kenyensis Chopard, 1954
- Melidia laminata Chopard, 1954